# Jättebi
Jättebi (Apis dorsata) är en art i insektsordningen steklar som tillhör familjen långtungebin, och släktet honungsbin; det är alltså en nära släkting till det vanliga honungsbiet. Det finns i södra Asien.

## Beskrivning
Jättebiet påminner i mycket om det vanliga honungsbiet (A. mellifera) med sådana likheter som en gadd med hullingar, förvaringsceller av bivax, samma typ av drottninggelé och ett dansspråk med vilket ett bi som hittat en nektarkälla visar avståndet och riktningen till denna för de övriga arbetarna. Eftersom bikakan i regel är täckt av bin, sker dansen ofta ovanpå de andra bina. Arten är mycket storväxt; arbetarna är mellan 16 och 18 mm långa och med en medelvikt av nästan 160 mg. Den är påtagligt aggressiv, med en gadd som med lätthet tränger igenom både kläder och hud..

## Ekologi
Boet är mycket stort; det innehåller i genomsnitt omkring 37 000 individer och väger omkring 6 kg. Det är öppet och hänger från en trädgren eller klippa på minst 15 m höjd. Det förekommer även att boet placeras på människoskapade objekt som byggnader, under broar eller från vattentorn. Det har en enda, öppen bikaka som skyddas av flera lager av bin (något som är sällsynt bland honungsbina, även om det förekommer hos ett fåtal andra asiatiska arter som exempelvis dvärgbiet).
Arten är en effektiv honungssamlare som flyger även efter solnedgången. Den besöker ett stort antal olika blommande växter, främst ur familjerna rosväxter, korgblommiga växter, korsblommiga växter, måreväxter, myrtenväxter, kransblommiga växter, kinesträdsväxter, ljungväxter, dunörtsväxter, vinruteväxter, balsaminväxter, akantusväxter, amarantväxter, palmer, björkväxter, hampväxter, mullbärsväxter, gräs, almväxter och nässelväxter.
Jättebiet lever huvudsakligen i eller nära skogar, även om det förekommer att den slår sig ner i utkanten av samhällen, nära skogsbryn.
Jättebikolonier lever ofta tillsammans, med flera bon i samma träd. De flyttar med jämna mellanrum, men återvänder ofta till ställen de har bott på tidigare.

## Betydelse för människan
Arten hålls inte som husdjur, men det är vanligt att man plundrar bona på honung. I vissa delar av utbredningsområdet förekommer det att man ställer ut konstgjorda bon, tillverkade av trädstammar, som bina använder. De skattas sedan efter det att bina har bedövats med rök. I vissa fall kan ett bo skattas flera gånger innan bina flyttar. Farhågor har dock rests att honungsjakten, tillsammans med den minskade skogsarealen och den ökade användningen av bekämpningsmedel skulle hota artens överlevnad.

## Utbredning
Arten finns från Pakistan och troligtvis södra Afghanistan över den indiska subkontinenten och Sri Lanka till Indonesien och delar av Filippinerna i öst. Den går norrut till södra Kina.